# Ingrid Schmidt
Ingrid Schmidt (n. 3 martie 1945, Rudolstadt, Turingia, Germania – d. 6 august 2023, Zimmern ob Rottweil, Baden-Württemberg, Germania) a fost o înotătoare ce a reprezentat Germania, medaliată olimpică. A participat la 2 ediții ale Jocurilor Olimpice (1960, 1964) în care a câștigat o medalie de bronz.